# Rushville (Illinois)
Rushville è un comune degli Stati Uniti d'America, situato nell'Illinois, nella contea di Schuyler, della quale è anche il capoluogo.